# فيلي نولان
فيلي نولان (بالإنجليزية: Willie Nolan)‏ هو لاعب غولف أيرلندي، ولد في 25 مارس 1897 في Bray, County Wicklow ‏ في جمهورية أيرلندا، وتوفي في 4 مارس 1939.